# Vic Damone
Vito Rocco Farinola, dit Vic Damone, né le 12 juin 1928 dans le quartier de  Brooklyn à New York et mort le 11 février 2018 à Miami Beach en Floride, est un chanteur et acteur américain d'origine italienne.

## Biographie
Vic Damone dans le domaine de la chanson est ce qu'on appelle un crooner. Le chanteur acteur Frank Sinatra le surnomma « le meilleur jeu de tuyaux du business ».
Vic Damone apparaît dans des films au cinéma et à la télé.

### Vie privée
Vic Damone a été marié cinq fois et divorcé quatre : 
- 1) Avec l’actrice italienne Pier Angeli (24 novembre 1954-18 décembre 1958) ;
- 2) Avec Judith Rawlins (1963–1971) ;
- 3) Avec Becky Ann Jones (1974–1982), showgirl ;
- 4) Avec Diahann Carroll (1987–1996) ;
- 5) Avec Rena Rowan (1998-), dessinatrice de mode.

## Filmographie
- 1948 : Arthur Godfrey's Talent Scouts (en)
- 1948 : Gloom Dodgers On WHN (Home Of The Dodgers)
- 1948 : The Morey Amsterdam Show
- 1948/1949 : CBS Saturday Night Serenade Starring Vic Damone
- 1951 : Le Cabaret du soleil couchant (The Strip) de László Kardos, dans son propre rôle
- 1951 : Riche, jeune et jolie (Rich, Young and Pretty), de Norman Taurog
- 1951 : Vic Takes A Break From Show Biz And Joins The Army
- 1954 : Athena de Richard Thorpe
- 1954 : Au fond de mon cœur (Deep in My Heart), de Stanley Donen
- 1955 : La Fille de l'amiral (Hit the Deck), de Roy Rowland
- 1955 : Kismet, de Vincente Minnelli
- 1956 : The Vic Damone Show
- 1956 : Meet Me In Las Vegas (en)
- 1956 : Guerre et Paix (War and Peace), de King Vidor
- 1957 : Elle et lui (An affair to remember), de Leo McCarey
- 1958 : The Gift of Love
- 1958 : Tables séparées (Separate tables), de Delbert Mann
- 1960 : Saipan (Hell to Eternity), de Phil Karlson
- 1964 : Judy Garland in Concert

## Discographie
- 1950 Vic Damone
- 1950 Christmas Favorites
- 1951 Rich, Young and Pretty (bande originale)
- 1952 April In Paris
- 1952 Vocals By Vic
- 1952 Take Me In Your Arms
- 1955 Deep In My Heart (bande originale)
- 1956 Voice Of Vic Damone
- 1956 That Towering Feeling!
- 1956 Stingiest Man In Town (bande originale)
- 1957 Affair To Remember
- 1957 Yours For A Song
- 1958 Gift Of Love (bande originale)
- 1959 This Game Of Love
- 1959 Closer Than A Kiss
- 1959 Angela Mia
- 1961 On The Swingin' Side
- 1962 Lively Ones
- 1962 Strange Enchantment
- 1962 Linger Awhile With Vic Damone
- 1963 My Baby Loves To Swing
- 1963 Liveliest
- 1964 On The Street Where You Live
- 1965 You Were Only Fooling
- 1966 Arriverderci Baby (bande originale)
- 1968 Why Can't I Walk Away
- 1976 Stay With Me
- 1980 Young And Lively
- 1981 Make Someone Happy
- 1984 Christmas With Vic Damone
- 1984 Damone Type Of Thin
- 1984 On The South Side Of Chicago
- 1989 Eternally
- 1991 Let's Face The Music And Sing
- 1992 Glory Of Love
- 1993 Feelings
- 1995 On The Street